# Андриеш (фильм)
«Андрие́ш» — советский художественный фильм, снятый на Киевской киностудии имени Довженко по одноимённой поэме молдавского советского прозаика и поэта Емилиана Букова. В ее основе лежат молдавские народные сказки.
Первый художественный фильм режиссёра Сергея Параджанова.

## Сюжет
Злой волшебник Черный Вихрь похищает стадо мальчика-пастуха Андриеша вместе с его любимой овечкой Миорой, обладающей даром речи, и верным псом Лупаром. 
В глубоком горе Андриеш отправляется на поиски. В подарок от богатыря Вайнована он получает волшебную свирель. Она должна помочь ему на пути к замку, где живет Чёрный Вихрь, ненавидящий все живое.
На своем пути бесстрашный Андриеш всюду встречает обездоленных, страдающих по вине Черного Вихря, и всем им помогает. 
Труден и опасен этот путь, всюду его подстерегают враги, но всюду находятся и друзья. В финале картины Чёрный Вихрь повержен и обращен в черный камень.

## В ролях
- Костя Руссу — Андриеш
- Нодар Шашик-оглы — богатырь Войнован
- Людмила Соколова — Ляна
- Кирилл Штирбу — Пэкалэ
- Евгений Уреке — великан Стрымбэ-Лемне
- Домникия Дариенко — слепая
- Роберт Визиренко-Клявин — Чёрный Вихрь
- Трифон Грузин — Барба-Кот
- Людмила Сосюра — эпизод
- Гиули Чохонелидзе — эпизод

## Создатели картины
- Режиссёры: Яков Базелян, Сергей Параджанов
- Авторы сценария: Григорий Колтунов, Вадим Коростылёв (стихотворный текст), Сергей Лялин (Шварцзойд)[укр.], Емилиан Буков.
- Операторы: Сурен Шахбазян, Вадим Верещак
- Художник по костюмам: Евгения Гамбурд
- Директор фильма: Наум Вайнтроб
- Заместитель директора: Алексей Ярмольский